# Marina di Pietrasanta
Marina di Pietrasanta is een plaats (frazione) in de Italiaanse gemeente Pietrasanta.